# Montenero di Bisaccia
Montenero di Bisaccia ist eine italienische Gemeinde (comune) mit 6235 Einwohnern (Stand 31. Dezember 2023) in der Provinz Campobasso in der Region Molise.

## Geographie
Die Gemeinde liegt etwa 45 Kilometer nordnordöstlich von Campobasso und grenzt unmittelbar an die Provinz Chieti in den Abruzzen. Das Gemeindegebiet reicht bis an die Küste der Adria. Dort liegt auch der Badeort Marina di Montenero (Luftlinie 12 km nördlich). Ebenfalls dort mündet der Trigno ins Meer.

## Verkehr
Durch die Gemeinde führt die frühere Strada Statale 157 della Valle del Biferno Richtung Adria.

## Kulinarische Spezialitäten
In Montenero wird wie in den Abruzzen die Wurstspezialität Ventricina hergestellt, eine Wurst aus Schweinefleisch, gewürzt mit Salz, Paprika, Chili und Fenchelblüten.

## Persönlichkeiten
- Antonio Di Pietro (* 1950), früherer Infrastrukturminister Italiens